# Élections législatives de 1958 dans la Marne
Les élections législatives françaises de 1958 se déroulent les 23 et 30 novembre 1958. Dans le département de la Marne, quatre députés sont à élire dans le cadre de quatre circonscriptions.

## Élus
| Circonscription | Député élu       | Parti | Parti |
| --------------- | ---------------- | ----- | ----- |
| 1re             | Jean Taittinger  |       | UNR   |
| 2e              | Marcel Falala    |       | UNR   |
| 3e              | Jean Degraeve    |       | UNR   |
| 4e              | René Charpentier |       | MRP   |

## Système électoral
Pour la première fois depuis 1936, les élections législatives ont lieu au scrutin uninominal majoritaire à deux tours dans des circonscriptions uninominales.
Est élu au premier tour le candidat qui réunit la majorité absolue des suffrages exprimés et un nombre de voix au moins égal au quart (25 %) des électeurs inscrits dans la circonscription. Si aucun des candidats ne satisfait ces conditions, un second tour est organisé entre les candidats ayant réuni un nombre de voix au moins égal à 5 % des suffrages exprimés. Au second tour, le candidat arrivé en tête est déclaré élu.
Le seuil de qualification, basé sur un pourcentage relativement faible des suffrages exprimés, tend à faciliter l'accès au second tour de plus de deux candidats. Les candidats en lice au second tour peuvent ainsi fréquemment être trois, un cas de figure appelé « triangulaire ». Lorsque quatre candidats s'affrontent au second tour, on parle de « quadrangulaire ».

## Résultats

### Résultats à l'échelle du département
| Parti          | Parti                                            | Premier tour | Premier tour | Second tour | Second tour | Sièges |
| Parti          | Parti                                            | Voix         | %            | Voix        | %           | Sièges |
| -------------- | ------------------------------------------------ | ------------ | ------------ | ----------- | ----------- | ------ |
|                | Union pour la nouvelle République                | 54 414       | 29,60        | 79 942      | 43,11       | 3      |
|                | Modérés                                          | 7 001        | 3,81         | 12 045      | 6,50        | 0      |
|                | Droite parlementaire                             | 61 415       | 33,41        | 21 009      | 53,87       | 3      |
|                |                                                  |              |              |             |             |        |
|                | Mouvement républicain populaire                  | 41 306       | 22,47        | 44 638      | 24,07       | 1      |
|                | Parti communiste français                        | 38 164       | 20,76        | 44 721      | 24,12       | 0      |
|                | Section française de l'Internationale ouvrière   | 20 705       | 11,26        | Retrait     | Retrait     | 0      |
|                | Parti républicain, radical et radical-socialiste | 8 549        | 4,65         | Retrait     | Retrait     | 0      |
|                | Centre républicain                               | 7 177        | 3,90         | Retrait     | Retrait     | 0      |
|                | Union des forces démocratiques                   | 6 511        | 3,54         | 4 073       | 2,20        | 0      |
|                |                                                  |              |              |             |             |        |
| Inscrits       | Inscrits                                         | 250 462      | 100,00       | 250 453     | 100,00      | 4      |
| Abstentions    | Abstentions                                      | 61 419       | 24,52        | 60 986      | 24,35       |        |
| Votants        | Votants                                          | 189 043      | 75,48        | 189 467     | 75,65       |        |
| Blancs et nuls | Blancs et nuls                                   | 5 216        | 2,76         | 4 048       | 2,14        |        |
| Exprimés       | Exprimés                                         | 183 827      | 97,24        | 185 419     | 97,86       |        |

### Résultats par circonscription

#### Première circonscription (Reims-I)
| Candidat       | Candidat            | Parti          | Premier tour | Premier tour | Second tour | Second tour |  |
| Candidat       | Candidat            | Parti          | Voix         | %            | Voix        | %           |  |
| -------------- | ------------------- | -------------- | ------------ | ------------ | ----------- | ----------- |  |
|                | Jean Taittinger élu | UNR            | 16 004       | 35,41        | 20 414      | 44,94       |  |
|                | Pierre Schneiter    | MRP            | 12 021       | 26,6         | 14 271      | 31,41       |  |
|                | Hélène Duran        | PCF            | 9 162        | 20,27        | 10 744      | 23,65       |  |
|                | Gaston Chappaz      | SFIO           | 5 963        | 13,19        | Retrait     | Retrait     |  |
|                | Henri Humblot       | UFD            | 2 044        | 4,52         |             |             |  |
|                |                     |                |              |              |             |             |  |
| Inscrits       | Inscrits            | Inscrits       | 62 292       | 100,00       | 62 294      | 100,00      |  |
| Abstentions    | Abstentions         | Abstentions    | 15 815       | 25,39        | 15 834      | 25,42       |  |
| Votants        | Votants             | Votants        | 46 477       | 74,61        | 46 460      | 74,58       |  |
| Blancs et nuls | Blancs et nuls      | Blancs et nuls | 1 283        | 2,76         | 1 031       | 2,22        |  |
| Exprimés       | Exprimés            | Exprimés       | 45 194       | 97,24        | 45 429      | 97,78       |  |

#### Deuxième circonscription (Reims-II)
| Candidat       | Candidat          | Parti          | Premier tour | Premier tour | Second tour | Second tour |  |
| Candidat       | Candidat          | Parti          | Voix         | %            | Voix        | %           |  |
| -------------- | ----------------- | -------------- | ------------ | ------------ | ----------- | ----------- |  |
|                | Marcel Falala élu | UNR            | 12 137       | 25,59        | 22 602      | 48,12       |  |
|                | René Tys          | PCF            | 10 484       | 22,1         | 12 321      | 26,23       |  |
|                | René Bride        | Modérés        | 7 001        | 14,76        | 12 045      | 25,65       |  |
|                | Robert Mirande    | SFIO           | 6 770        | 14,27        | Retrait     | Retrait     |  |
|                | Bernard Faupin    | MRP            | 5 264        | 11,1         | Retrait     | Retrait     |  |
|                | Gérard Cayré      | CR             | 3 004        | 6,33         | Retrait     | Retrait     |  |
|                | René Lundy        | Radsoc         | 2 769        | 5,84         | Retrait     | Retrait     |  |
|                |                   |                |              |              |             |             |  |
| Inscrits       | Inscrits          | Inscrits       | 65 432       | 100,00       | 65 426      | 100,00      |  |
| Abstentions    | Abstentions       | Abstentions    | 16 635       | 25,42        | 17 322      | 26,48       |  |
| Votants        | Votants           | Votants        | 48 797       | 74,58        | 48 104      | 73,52       |  |
| Blancs et nuls | Blancs et nuls    | Blancs et nuls | 1 368        | 2,8          | 1 136       | 2,36        |  |
| Exprimés       | Exprimés          | Exprimés       | 47 429       | 97,2         | 46 968      | 97,64       |  |

#### Troisième circonscription (Châlons-sur-Marne - Vitry-le-François)
| Candidat       | Candidat          | Parti          | Premier tour | Premier tour | Second tour | Second tour |  |
| Candidat       | Candidat          | Parti          | Voix         | %            | Voix        | %           |  |
| -------------- | ----------------- | -------------- | ------------ | ------------ | ----------- | ----------- |  |
|                | Jean Degraeve élu | UNR            | 15 374       | 34,35        | 21 780      | 48,29       |  |
|                | Robert Soudant    | MRP            | 10 297       | 23,01        | 11 711      | 25,96       |  |
|                | Jean Reyssier     | PCF            | 6 662        | 14,89        | 7 543       | 16,72       |  |
|                | Paul Anxionnaz    | UFD            | 4 467        | 9,98         | 4 073       | 9,03        |  |
|                | René Bousquet     | CR             | 4 173        | 9,32         | Retrait     | Retrait     |  |
|                | Pol Populus       | SFIO           | 3 781        | 8,45         | Retrait     | Retrait     |  |
|                |                   |                |              |              |             |             |  |
| Inscrits       | Inscrits          | Inscrits       | 60 944       | 100,00       | 60 928      | 100,00      |  |
| Abstentions    | Abstentions       | Abstentions    | 14 765       | 24,23        | 14 903      | 24,46       |  |
| Votants        | Votants           | Votants        | 46 179       | 75,77        | 46 025      | 75,54       |  |
| Blancs et nuls | Blancs et nuls    | Blancs et nuls | 1 425        | 3,09         | 918         | 1,99        |  |
| Exprimés       | Exprimés          | Exprimés       | 44 754       | 96,91        | 45 107      | 98,01       |  |

#### Quatrième circonscription (Épernay)
| Candidat       | Candidat             | Parti          | Premier tour | Premier tour | Second tour | Second tour |  |
| Candidat       | Candidat             | Parti          | Voix         | %            | Voix        | %           |  |
| -------------- | -------------------- | -------------- | ------------ | ------------ | ----------- | ----------- |  |
|                | René Charpentier élu | MRP            | 13 724       | 29,55        | 18 656      | 38,94       |  |
|                | Alcide Benoît        | PCF            | 11 856       | 25,52        | 14 113      | 29,45       |  |
|                | René Bouillon        | UNR            | 10 899       | 23,46        | 15 146      | 31,61       |  |
|                | Claude des Portes    | Radsoc         | 5 780        | 12,44        | Retrait     | Retrait     |  |
|                | Albert Bergère       | SFIO           | 4 191        | 9,02         | Retrait     | Retrait     |  |
|                |                      |                |              |              |             |             |  |
| Inscrits       | Inscrits             | Inscrits       | 61 794       | 100,00       | 61 805      | 100,00      |  |
| Abstentions    | Abstentions          | Abstentions    | 14 204       | 22,99        | 12 927      | 20,92       |  |
| Votants        | Votants              | Votants        | 47 590       | 77,01        | 48 878      | 79,08       |  |
| Blancs et nuls | Blancs et nuls       | Blancs et nuls | 1 140        | 2,4          | 963         | 1,97        |  |
| Exprimés       | Exprimés             | Exprimés       | 46 450       | 97,6         | 47 915      | 98,03       |  |